# Васильчиков, Александр Семёнович
Александр Семёнович Васильчиков (1746, Москва — 23 декабря 1804  [4 января 1805], Москва) — один из фаворитов императрицы Екатерины II в 1772—1774 годах; коллекционер.

## Биография
Сын столбового дворянина Семёна Григорьевича Васильчикова и Марии Богдановны, урождённой Жадовской. Корнет лейб-гвардии Конного полка (с 19.04.1765). Владелец подмосковной усадьбы Лопасня-Зачатьевское.
В начале 1772 года при посредстве австрийцев договорились начать в июне мирный конгресс с турками в Фокшанах. Уполномоченными с русской стороны были назначены фаворит императрицы граф Григорий Орлов и прежний русский посол в Стамбуле Обресков. Весной и летом 1772 года Васильчиков часто бывал в караулах в Царском Селе, где обратил на себя внимание императрицы и скоро получил золотую табакерку «за содержание караулов».
Затем последовал ещё ряд подарков и повышений: 1 августа 1772 года он был пожалован в камер-юнкеры, а 2 сентября — в камергеры. Во дворце занял комнаты, в которых жил Г. Г. Орлов, причём из опасения внезапного возвращения бывшего фаворита к дверям помещения был поставлен караул.
Прусский посланник Сольмс доносил в Берлин недели через две после отъезда Орлова:
«Не могу более сдерживаться и не сообщить Вашему Величеству об интересном событии, которое только что случилось при этом дворе. Отсутствие графа Орлова обнаружило весьма естественное, но тем не менее неожиданное обстоятельство: Её Величество нашла возможным обойтись без него, изменить свои чувства к нему и перенести своё расположение на другой предмет. Конногвардейский корнет Васильчиков, случайно отправленный с небольшим отрядом в Царское Село для несения караулов, привлёк внимание своей государыни, совершенно неожиданно для всех, потому что в его наружности не было ничего особенного, да и сам он никогда не старался выдвинуться и в обществе очень мало известен. При переезде царского двора из Царского Села в Петергоф Её Величество в первый раз показала ему знак своего расположения, подарив золотую табакерку за исправное содержание караулов. Этому случаю не придали никакого значения, однако частые посещения Васильчиковым Петергофа, заботливость, с которой она спешила отличить его от других, более спокойное и весёлое расположение её духа со времени удаления Орлова, неудовольствие родных и друзей последнего, наконец множество других мелких обстоятельств открыли глаза царедворцам. Хотя до сих пор всё держится втайне, никто из приближенных не сомневается, что Васильчиков находится уже в полной милости у императрицы; в этом убедились особенно с того дня, когда он был пожалован камер-юнкером».
«Лакеи и горничные императрицы были озабочены и недовольны, ибо любили Орлова и он им покровительствовал», — писал германский посол, на что Фридрих II рекомендовал ему самому «заискивать дружбу у нового любимца».
Васильчиков сравнительно мало использовал своё возвышение. Екатерина хвалила его умеренность и сама награждала: ему было подарено 100 тыс. руб., драгоценностей на 50 тыс., 7 тыс. душ крестьян. На Дворцовой площади для него был куплен дом Глазова, но отделка дома не была завершена к тому моменту, когда Васильчиков удалился от двора; дом был куплен у него в казну за 10 тыс. руб.
Уже 1 марта 1774 года генерал-адъютантом был назначен Г. А. Потёмкин. По отставке, богато награждённый (Васильчиков получил пенсию 20 тыс. руб., 50 тыс. на устройство дома в Москве и др.), жил в Москве. Тридцать лет провёл в пышном доме своем на Воздвиженке холостяком. Собирал западноевропейскую живопись и скульптуру: собрание состояло из 70 картин, в числе которых был «Автопортрет» Веласкеса, «Пейзаж» Филипса Вауэрмана, «Корчма» Андриса Бота. Своё состояние бездетный Васильчиков оставил племяннику Алексею.
Умер 23 декабря 1804 года в Москве, похоронен в своем имении Лопасня-Зачатьевское.